# Alex Leake
Pour les articles homonymes, voir Leake.
Alexander Leake né le 11 juillet 1871 et mort le 29 mars 1938, aussi appelé Alex ou Alec Leake, est footballeur professionnel sélectionné à cinq reprises avec l'équipe d'Angleterre. Il joue 407 matchs en Football League au poste de milieu défensif avec les clubs de Small Heath, Aston Villa et Burnley. Après sa carrière de joueur, il devient entraîneur pour des équipes scolaires ou professionnelles. Il est le cousin de l'attaquant Jimmy Windridge qui a joué pour l'équipe d'Angleterre et le club de Small Heath.

## Biographie
Après avoir quitté l'école, Leake suit une formation de forgeron à Hoskins & Sewell, fabricants de sommiers en métal, dans le quartier de Birmingham nommé Bordesley. Il joue également pour l'équipe de football de l'entreprise. Plus tard, il aide les Old Hill Wanderers à remporter le championnat de Birmingham & District League, en 1893-1894. Son succès avec Old Hill ne passe pas inaperçu, Leake signe donc à Small Heath, fraîchement promu en First Division, en juillet 1894.
Leake fait ses débuts avec Small Heath en octobre 1895, au poste de milieu gauche. Dès la mi-saison (saison durant laquelle le club est relégué) et pour les quatre années suivantes, il joue la plus grande partie de ses matchs au poste de milieu centre. Il est rapidement nommé capitaine de l'équipe. Lorsque Leake est victime d'une blessure au début de la saison 1899-1900, le milieu offensif Walter Wigmore est essayé au poste de milieu centre, occupant ainsi la place de Leake, même lorsque celui revient en forme. Il joue le reste de sa carrière à Small Heath au poste de milieu gauche et parfois ailier gauche. En 1901, il aide le club à monter en First Division, mais quitte le club à la fin de la saison 1901-1902 lorsqu'ils sont à nouveau relégués. Lors de cette saison, il joue un match d'essai avec l'Angleterre ainsi qu'un match avec son coéquipier Sid Wharton non officiel avec l'Angleterre contre l'Allemagne. En 1901 dans un article décrivant le club de Small Heath et les joueurs de l'équipe, paru dans le Daily Express, C. B. Fry écrit :
Il rejoint Aston Villa en juillet 1902, alors qu'il a  31 ans, et reste cinq ans au club. Dans sa première saison, le club termine deuxième de First Division, et en 1905, fait partie de l'équipe qui bat  Newcastle United, sur le score de 2-0, en finale de FA Cup. Lors de son passage à Aston Villa, Leake est sélectionné à cinq reprises pour des matchs officiels avec l'Angleterre, et fait ses débuts à l'âge de 32 ans, le 12 mars 1904, lors d'une victoire 3 à 1 face à l'Irlande, à Belfast.
Leake se retrouve involontairement au centre de l'un des plus grands scandales du football anglais. Lors du dernier match de championnat de la saison 1904-1905, Manchester City doit battre Aston Villa pour remporter le titre. Le match est tendu, Leake est impliqué dans des affrontements, à la fois physiques ou verbaux, avec ses adversaires. Après le match remporté trois buts à deux par Villa, Leake, le capitaine des Vilains ce jour-là, affirme que le joueur de City, Billy Meredith lui a offert un pot-de-vin de 10£ pour que son équipe perde le match. Meredith est jugé coupable par la Football Association, et écope d'une amende et d'une suspension de 18 mois. Puisque son club refuse de l'aider financièrement, Meredith rend public les nombreux défauts de paiements et les paiements illégaux de Manchester City. Une enquête de la fédération abouti à une interdiction à vie d'exercer pour les dirigeants, de longues suspensions pour les joueurs ainsi qu'à une vente forcée de tout le personnel du club,.
En 1906, il est décrit comme :

« A good-tempered, honest worker; safe rather than showy. Hard to beat in a tackle, and good at spoiling an opponent's pass. Alert, keeps his head, and never tires in the hardest matches. His unfailing good humor has made him a general favourite. »

L'entraîneur de Burnley, Spen Whittaker fait venir Leake au club en décembre 1907, alors qu'il a 36 ans. Il reste deux ans et demie, et joue un rôle important dans la construction d'une équipe pour l'avenir. Son arrivée est décrite de la manière suivante :

« By this time Leake was 36 years old, but he still possessed the panache of a class player. His authority on the pitch led to his appointment as team captain, and the faithful on the terraces at Turf Moor purred their appreciation, taking an instant shine to their new centre-half. One should not underestimate the psychological benefits of having a man there who had been at the top of his profession, a natural leader who could counsel and advise the youngsters from a position of experience. »

Lorsque Burnley est promu en First Division en 1913, Leake n'est plus au club depuis plusieurs années, mais il a une part de responsabilité dans cette montée. Au dîner organisé pour célébrer la montée du club, le président déclare que :

« We replaced the old with the new, and did this all the time with a profit to the club. The purchase of Alex Leake started the financial success of Burnley Football Club. When we played Rawtenstall and Fishwick Rovers in 1883, the gates were a few pounds only. This season we have joined at gates of £3,003 against Blackburn and £2,256 against Sunderland. »

En 1910, il retourne dans les Midlands et joue une saison avec le Wednesbury Old Athletic, qui vient tout juste d'intégrer la Birmingham & District League. Il occupe par la suite les postes de formateur à Crystal Palace, Merthyr Ville et Walsall, et également celui d'entraîneur au niveau scolaire.
Leake meurt dans sa vile natale de Birmingham, à l'âge de 66 ans.

## Palmarès
Avec le club d'Old Hill Wanderers, Alex Leake est champion de la Birmingham & District League en 1894. Après avoir rejoint le club de Small Heath, il est promu en First Division en 1901. A Aston Villa, il est vice-champion de First Division en 1903 avant de remporter la FA Cup en 1905. Lorsqu'il retourne au Wednesbury Old Athletic, il partage le titre de Wednesbury Charity Cup en 1911.

## Sources
- (en) Tony Matthews, Birmingham City: A Complete Record, Breedon Books, 1995 (ISBN 978-1-85983-010-9)
- (en) When Saturday Comes, When Saturday Comes : The Half Decent Football Book, Penguin, 3 août 2006, 480 p. (ISBN 9780141927039, lire en ligne)
- Statistiques en championnat et clubs d'Alex Leake : (en) Michael Joyce, Football League Players' Records 1888 to 1939, Nottingham, Tony Brown, 2004 (ISBN 978-1-899468-67-6)
- Classement des clubs en championnat : (en) Football Club History Database, Richard Rundle
- Informations sur le Wednesbury Old Athletic : (en) Stev Carr, The Old Uns Revisited – Wednesbury Old Athletic 1893 to 1924, Spellbound, 2010 (ISBN 978-0-9565030-1-5)